# Chicago Stars FC

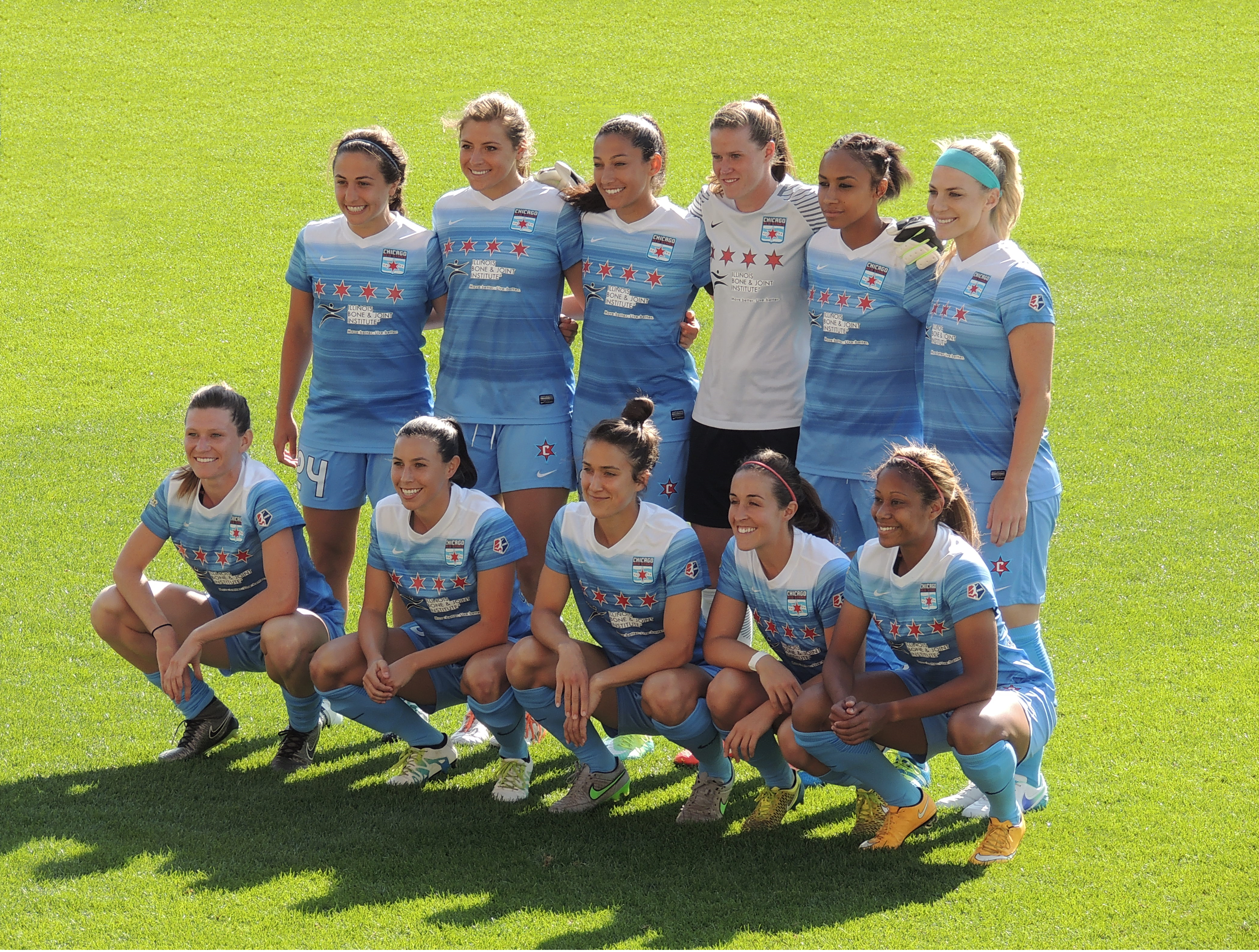
Jugadoras de Chicago Red Stars en 2016.

El Chicago Stars Football Club (Estrellas de Chicago) es un club de fútbol femenino estadounidense con sede en Chicago, en el estado de Illinois. Fue fundado en 2006 y actualmente juega en la National Women's Soccer League, máxima categoría de los Estados Unidos. Juega como local en el SeatGeek Stadium, con una capacidad de 20 000 espectadores.
Fue uno de los fundadores de la Women's Professional Soccer (WPS), y jugó en la liga en los años 2009 y 2010. Luego de abandonar la WPS en diciembre de 2010 por problemas financieros, el equipo se unió a la Women's Premier Soccer League en 2011. En 2012, el equipo cofundó y compitió en la Women's Premier Soccer League Elite, el único año en que existió esta liga.
A finales del 2012, el Red Stars junto a otros 7 equipos fundaron la National Women's Soccer League (NWSL), liga en la que juega desde 2013. De 2015 al 2022, el equipó logró avanzar a las eliminatorias de la NWSL, siendo único club que lo ha hecho durante siete temporadas consecutivas. Su mejor resultado en la liga fueron dos subcampeonatos en 2019 y 2021, mientras que en la NWSL Challenge Cup consiguieron la misma posición en la edición 2020.
El 23 de octubre de 2024 el equipo fue renombrado como Chicago Stars Football Club tras un cambio en la propiedad del club llevado a cabo en el otoño de 2023.

## Historia

### Women's Professional Soccer (WPS)

#### Fundación (2006-2009)
En 2006, se anunció que Chicago formaría un club para una nueva liga en desarrollo en el fútbol femenino profesional. En 2009, se unió a la Women's Professional Soccer (WPS) para participar en su temporada inaugural junto a otros seis equipos: Washington Freedom, Boston Breakers, Los Angeles Sol, FC Gold Pride, Sky Blue FC y Saint Louis Athletica. Marcia McDermott, exentrenadora del Carolina Courage en la WUSA, fue nombrada como administradora general del equipo.
El 3 de junio de 2008, en una ceremonia en el estadio Toyota Park, se anunció que el nombre del equipo sería "Red Stars" (en español, "Estrellas Rojas"), en alusión a las 4 estrellas rojas que figuran en la bandera municipal de Chicago. Otros nombres que se tuvieron en mente fueron: "Progress" (en español, "Progreso"), "Towers" (en español, "Torres"), "Union", "Blues", "1871" y "Wind" (en español, "Viento", en alusión a "la Ciudad de los Vientos", el apodo con el que se conoce a la ciudad de Chicago). Se eligió "Red Stars" por voto popular en una encuesta que duró dos meses.

#### Comienzos en la WPS (2009-2010)
El equipo debutó en la temporada inaugural de la WPS con una victoria 1 a 0 frente al Saint Louis Athletica, seguida de dos empates y una goleada 4 a 0 al Boston Breakers en el Toyota Park, convirtiéndose en uno de los equipos con mejor arranque en la liga. El Red Stars parecía satisfacer las fuertes expectativas que había generado por tener entre sus filas a jugadoras internacionales y del equipo nacional estadounidense.
A pesar de su auspicioso arranque, el Red Stars no consiguió ninguna victoria en sus siguientes nueve encuentros, empatando solo tres partidos y acumulando 451 minutos sin anotar goles. En su siguiente partido contra el Washington Freedom, al ir perdiendo por 1 a 0, la racha negativa parecía que continuaría. Sin embargo, el Red Stars hizo historia en la WPS al convertirse en el primer equipo de la liga en dar vuelta un resultado cuando terminó ganando por 2 a 1. Luego, consiguió una victoria por 3 a 1 contra el FC Gold Pride, los últimos en la tabla, pero perdió cuatro de sus últimos cinco encuentros, quedando en sexto lugar y fuera de las eliminatorias. Durante la liga, el Red Stars fue el segundo equipo con mayor asistencia de público, solo detrás de Los Angeles Sol, el campeón de la temporada regular. A finales del 2009, Peter Wilt, el presidente del club, renunció.
En la siguiente temporada del 2010, el equipo tuvo un desempeño similar, terminando en penúltimo lugar. El 13 de diciembre del mismo año, el club anunció que no participaría en la temporada del 2011 por no poder satisfacer los requisitos financieros que la liga demandaba, pero con la esperanza de volver a unírseles para el 2012. Sin embargo, esto nunca ocurrió, ya que la WPS se disolvería a comienzos del 2012.

### La WPSL y la WPSLE (2011-2012)
El Red Stars se unió a la Women's Premier Soccer League (WPSL) en 2011, jugando de local en el Village of Lisle-Benedictine, y con una sólida plantilla que incluía a jugadoras del seleccionado femenino sub-20 y sub-23, figuras del fútbol universitario, jugadoras con experiencia en la WPS y Rory Dames como nuevo entrenador.
El equipó se coronó campeón de la temporada regular con 8 victorias y tan solo una derrota, avanzando a las eliminatorias de su conferencia en donde goleó sucesivamente a sus dos contrincantes por 4 a 0, calificando a las eliminatorias del campeonato. En las semifinales, derrotó al Tampa Bay Hellenic por 2 a 1. Sin embargo, no pudo con el Orange County Waves en la final, quien lo venció 2 a 1 con un gol en el alargue.
Para el 2012, el Red Stars junto a varios equipos exmiembros de la WPS y la WPSL, cofundaron la Women's Premier Soccer League Elite (WPSLE). El equipo terminó en cuarto lugar, avanzando a las eliminatorias, en donde venció al Boston Breakers 3 a 1 en las semifinales. En la final, cayó ante al Western New York Flash por penales, luego de que le empatara el partido con un disparo a 37 metros de distancia en el minuto 97 del tiempo reglamentario.
De notar es el hecho que, el mismo día en que el Red Stars jugaba el último partido de la temporada regular de esta liga, la mitad de su equipo disputaba la final de la National Women's Cup, la cual ganó venciendo al New York Athletic Club por 3 a 2, obteniendo así la primera copa nacional en la historia del club.

### La NWSL (2013 - presente)
En noviembre de 2012, el Chicago Red Stars estuvo entre los ocho clubes que fundaron la National Women's Soccer League (NWSL), junto a la Federación de Fútbol de los Estados Unidos, la Asociación Canadiense de Fútbol y la Federación Mexicana de Futbol Asociación. La liga comenzó en abril de 2013 y a todos los equipos miembros les fue asignada una cierta cantidad de jugadoras de las selecciones femeninas de Estados Unidos, Canadá y México. Entre las escogidas para el Red Stars figuraban Shannon Boxx y Amy LePeilbet, del seleccionado estadounidense; y Maribel Domínguez, del seleccionado mexicano.

#### Primeras temporadas (2013-2014)
El equipo comenzó la temporada inaugural con pobres resultados: 2 empates y 4 derrotas en sus primeros 6 partidos. Con el fichaje de nuevas jugadoras europeas en mitad de la temporada, su desempeño pareció mejorar, pero no le alcanzó para avanzar a las eliminatorias. Finalizó en sexto lugar en una liga de ocho equipos, con 8 victorias, 6 empates y 8 derrotas.
En el 2014, mientras el club esperaba el arribo de figuras internacionales como Christen Press y Melissa Tancredi, y a pesar de su tardía llegada, el Red Stars consiguió 6 victorias, 1 empate y 2 derrotas para finales de mayo. Sin embargo, su rendimiento empeoró notablemente en la segunda mitad de la temporada, con solo 1 victoria de 11 partidos jugados en junio y julio. Terminó igualando el cuarto lugar junto al Washington Spirit, ambos con 35 puntos, pero, al aplicarse las reglas de desempate, el Spirit le arrebató el lugar y, por ende, el pase a las eliminatorias. Entre los nueve equipos que disputaron esta temporada, el Red Stars finalizó en quinto lugar, con 9 victorias, 8 empates y 7 derrotas.

#### Cuatro semifinales consecutivas (2015-2018)
En 2015, comenzó la temporada con una victoria 3 a 2 frente al Seattle Reign FC, el previo ganador del NWSL Shield. En los siete primeros encuentros, obtuvo 4 victorias y 3 empates, con una destacada actuación de Christen Press quien fue nombrada Jugadora del Mes en abril. Varias jugadoras importantes fueron convocadas para la Copa Mundial Femenina del 2015, y el club temía una baja en su rendimiento. Sin embargo, la debutante mexicoamericana Sofia Huerta saltó a prominencia y se volvió un pilar importante del equipo, marcando goles decisivos y convirtiéndose en Mejor Jugadora en las semanas 5 y 6; y Jugadora del Mes en junio. Con excepción de la primera semana, el Red Stars no bajó de la tercera posición durante toda la temporada, manteniéndose en primer lugar durante 10 semanas consecutivas. Terminó en segundo lugar, con 8 victorias, 9 empates, 3 derrotas y clasificando por primera vez a las eliminatorias donde cayó en las semifinales ante el FC Kansas City por 3 a 0.
En 2016, esta vez jugando de local en el Toyota Park, el equipo volvió a clasificarse a las eliminatorias al terminar la temporada regular en tercera posición. Sin embargo, cayó en las semifinales por 2 a 1 contra el Washington Spirit con un gol en el segundo tiempo de alargue.
En 2017, terminó en cuarto lugar y avanzó a las eliminatorias por tercer año consecutivo, cayendo en las semifinales ante el North Carolina Courage por 1 a 0, con un gol a los 89 minutos.
En 2018, luego de asegurarse el cuarto lugar con una goleada 5 a 0 contra el Sky Blue FC, el conjunto de Chicago entró en la historia de la NWSL al volverse el primer y único equipo de la liga en clasificar a las eliminatorias durante 4 temporadas consecutivas. Sin embargo, en las semifinales, se repetiría la misma suerte de los años anteriores al caer ante el Courage por 2 a 0.

## Escudo

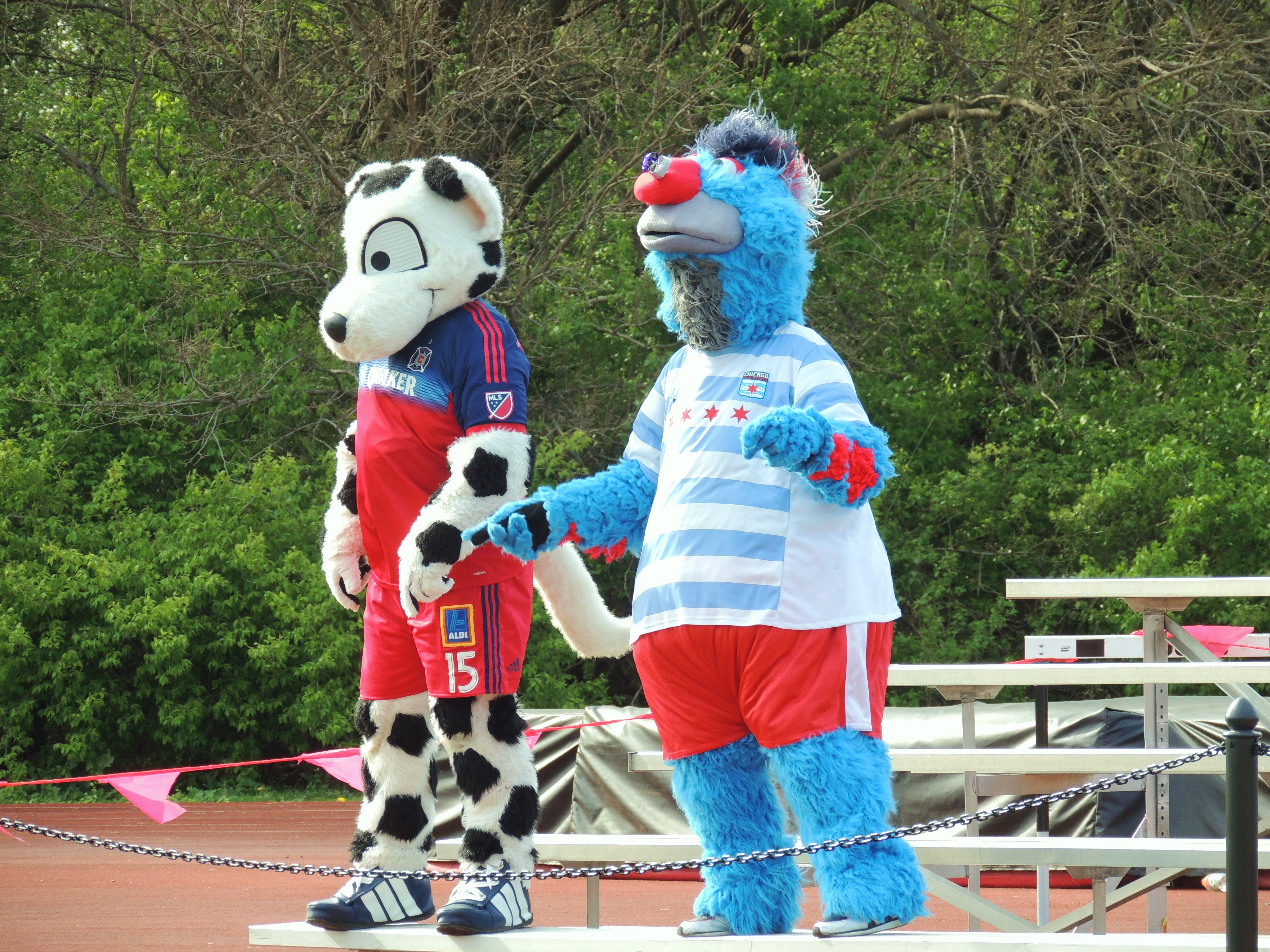
Sparky, la mascota del Chicago Fire, junto a Supernova, la mascota del Red Stars, alentando a las jugadoras.

El escudo está inspirado en la heráldica de la ciudad de Chicago. Su forma se asemeja al escudo oficial de la ciudad; mientras que los colores, franjas y estrellas están todos inspirados en la bandera municipal, con las franjas azules representando los dos brazos del río Chicago. La estrella de seis puntas más grande, ubicada en el centro del escudo, tiene un significado especial para el club. Cada una de sus puntas, desde la superior y moviéndose en sentido a las agujas del reloj, representan: Entretenimiento, Servicio, Éxito, Comunidad, Trabajo en equipo y Liderazgo.[cita requerida]

## Estadio
Mientras competía en la Women's Professional Soccer, el Chicago Red Stars jugó sus partidos en el Toyota Park, un estadio específicamente diseñado para partidos de fútbol, con una capacidad para 20 000 espectadores.
Del 2011 al 2015, durante sus temporadas en la Women's Premier Soccer League, la Women's Premier Soccer League Elite y la National Women's Soccer League (NWSL), el equipo hizo de local en el complejo multideportivo Village of Lisle-Benedictine University Sports Complex de la Universidad Benedictina, con un espacio para 3000 asistentes.
En diciembre de 2015, el club decidió volver al Toyota Park (bautizado más tarde como SeatGeek Stadium) para la temporada del 2016 de la NWSL. El SeatGeek es más conocido por alojar los partidos del Chicago Fire Soccer Club de la Major League Soccer.

## Temporadas

### Women's Professional Soccer (2009-2010)
| Temporada | Posición | Eliminatorias | Posición     |
| --------- | -------- | ------------- | ------------ |
| 2009      | 6.º      | No            | No clasificó |
| 2010      | 6.º      | No            | No clasificó |

### Women's Premier Soccer League (2011)
| Temporada | Posición | Eliminatorias | Posición   |
| --------- | -------- | ------------- | ---------- |
| 2011      | 1.º      | Sí            | Subcampeón |

### Women's Premier Soccer League Elite (2012)
| Temporada | Posición | Eliminatorias | Posición   |
| --------- | -------- | ------------- | ---------- |
| 2012      | 4.º      | Sí            | Subcampeón |

### National Women's Soccer League (2013-)
| Temporada | Posición                                    | Eliminatorias                               | Posición                                    |
| --------- | ------------------------------------------- | ------------------------------------------- | ------------------------------------------- |
| 2013      | 6.º                                         | No                                          | No clasificó                                |
| 2014      | 5.º                                         | No                                          | No clasificó                                |
| 2015      | 2.º                                         | Sí                                          | Semifinales                                 |
| 2016      | 3.º                                         | Sí                                          | Semifinales                                 |
| 2017      | 4.º                                         | Sí                                          | Semifinales                                 |
| 2018      | 4.º                                         | Sí                                          | Semifinales                                 |
| 2019      | 2.º                                         | Sí                                          | Subcampeón                                  |
| 2020      | Cancelado debido a la pandemia por COVID-19 | Cancelado debido a la pandemia por COVID-19 | Cancelado debido a la pandemia por COVID-19 |
| 2021      | 4.º                                         | Sí                                          | Subcampeón                                  |
| 2022      | 6.º                                         | Sí                                          | Primera ronda                               |
| 2023      | 12.º                                        | No                                          | No clasificó                                |

### NWSL Challenge Cup
| Edición | Fase de grupos | Fase final |
| ------- | -------------- | ---------- |
| 2020    | 6.º            | Subcampeón |
| 2021    | 4.º            | –          |
| 2022    | 2.º            | –          |
| 2023    | 4.º            | –          |

## Jugadoras

### Jugadoras Destacadas
| - Carli Lloyd - Christen Press - Megan Rapinoe - Shannon Boxx - Morgan Brian - Inka Grings - Cristiane - Formiga - Erin McLeod | - Karina LeBlanc - Vero Boquete - Anita Asante - Karen Carney - Katie Chapman - Frida Östberg - Kosovare Asllani - Sam Kerr |